# 링컨 센터

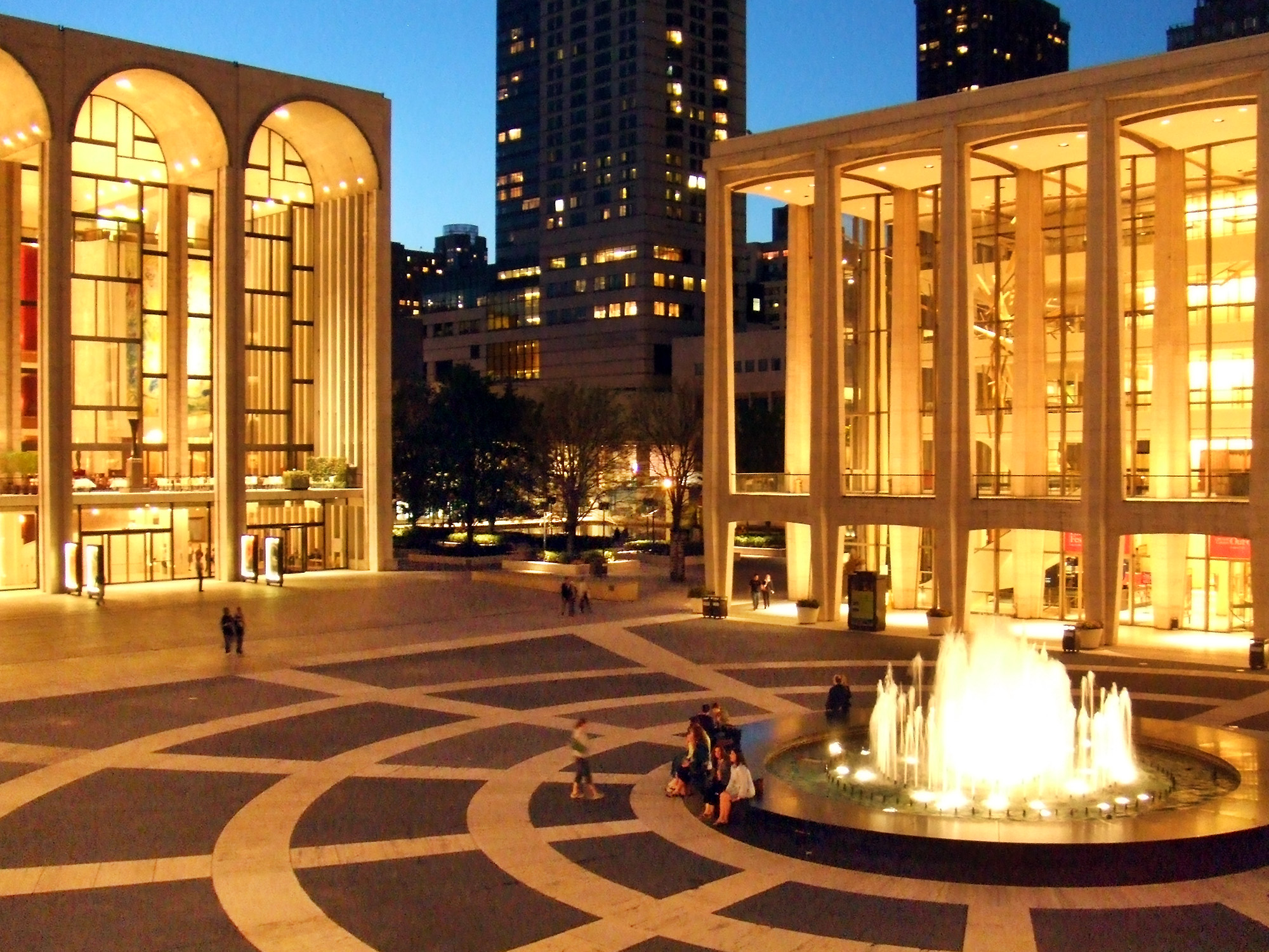
링컨 센터

링컨 센터(Lincoln Center)란 미국 뉴욕의 링컨 광장에 록펠러 재단의 주최로 기금을 마련, 오페라·음악·뮤지컬·연극 등의 각 극장을 한 곳에 모아 공연예술 센터로 기획한 것이다. 현재로는 모든 건물이 완전히 세워져 활발한 움직임을 보여주고 있다.
1962년 이 무렵에 연극 부문을 맡은 것이 프로듀서인 화이트 헤드와 연출가인 엘리아 카잔이었다. 그 당시 이 두 사람은 극장건물의 건립이 부진한 것을 기다릴 수가 없어 뉴욕 대학 부지에 ANTA(American national Theatre and Academy, 전미국연극협회)의 지원을 얻어 간이 극장을 만들고, 배우를 모아 훈련을 시킨 다음, 1963년부터 연습으로 들어가, 1964년 1월부터는 레퍼토리를 정하여 실제적인 행동으로 들어갔다. 1964년 가을 제2기 시즌에 들어간 후에 이사진과 당사자 사이에 분쟁이 생겨, 두 사람은 파면되고 말았다. 전 미국의 열렬한 박수갈채와 기대 속에 막을 올렸던 이 장거(壯擧)도 이리하여 일단 좌절되고 말았다.
이러던 중에 본거지인 센터에 보먼트 시어터가 건립되어, 1층의 본극장과 지하의 시연극장(試演劇場)을 활용하기 위해서 이사진은 샌프란시스코의 소극장에서 실험연극으로 주목을 끌고 있던 하버트 블라우와 줄즈 어빙을 끌어 들여 자유로운 연극을 실험하게 하였다. 유럽의 고전작품 및 롤카 등도 상연해 보았으나 뉴욕의 메이저 리그에서는 통용되지 못하였다. 그 후로는 방침을 바꾸어 뛰어난 미국의 작품을 자유배역으로 상연하고, 릴리언 헬먼의 <새끼 여우들>을 안 밴크로프트 주연으로 공연하여 좋은 성적을 올렸다. 앞으로 이 극장의 운영이 어찌될 것인지의 결과는 미국 연극을 좌우하는 중요한 포인트가 될 것이다.